# Stazione di San Lazzaro
Stazione di San Lazzaro vasútállomás Olaszországban, Sarzana település San Lazzaro frazionéjában.

## Vasútvonalak
Az állomást az alábbi vasútvonalak érintik:
- Pisa–La Spezia–Genova-vasútvonal

## Kapcsolódó állomások
A vasútállomáshoz az alábbi állomások vannak a legközelebb:
- Stazione di Luni
- Stazione di Sarzana